# Kristian Karlsson
Kristian Karlsson (ur. 6 sierpnia 1991 w Trollhättan) – szwedzki tenisista stołowy, brązowy medalista mistrzostw świata (drużynowo) oraz dwukrotny wicemistrz Europy (w grze podwójnej), zawodnik Borussii Düsseldorf. 
W 2016 po raz pierwszy zakwalifikował się na Igrzyska Olimpijskie. Zajął wówczas siedemnaste miejsce w grze pojedynczej oraz, razem z reprezentacją Szwecji, piąte miejsce w rywalizacji drużyn narodowych.

## Sukcesy

### Sukcesy turniejowe
Na podstawie, o ile nie zaznaczono inaczej.

#### Igrzyska olimpijskie
- 2016 – piąte miejsce (drużynowo)

#### Mistrzostwa świata
- 2018 – brązowy medal (drużynowo)

#### Mistrzostwa Europy
- 2019 – brąz (drużynowo)
- 2018 – srebro (gra podwójna)
- 2018 – brąz (gra pojedyncza)
- 2016 – brąz (gra podwójna)
- 2015 – brąz (gra podwójna)
- 2014 – brąz (drużynowo)
- 2012 – srebro (gra podwójna)

#### Puchar świata
- 2016 – czwarte miejsce (gra pojedyncza)

#### Mistrzostwa Szwecji
Na podstawie.
- 2018 – złoty medal (gra pojedyncza)
- 2015 – złoty medal (gra pojedyncza)
- 2014 – złoty medal (gra pojedyncza)

#### Inne
Na podstawie.
- 2017 - drugie miejsce w Qatar Open (gra podwójna)
- 2015 - zwycięstwo w Polish Open (gra podwójna)
- 2015 – trzecie miejsce w Swedish Open (gra pojedyncza)[5]
- 2014 – trzecie miejsce w Korea Open (gra pojedyncza)[6]
- 2012 - drugie miejsce w Czech Open (gra podwójna)
- 2006 – srebrny medal Mistrzostw Europy Juniorów (gra pojedyncza)[7]

### Sukcesy klubowe
Na podstawie.

#### Międzynarodowe
- 2018 – zwycięstwo w Lidze Mistrzów (jako zawodnik Borussii Düsseldorf)
- 2017 – finał Ligi Mistrzów (jako zawodnik Borussii Düsseldorf)
- 2016 – zwycięstwo w Lidze Mistrzów (jako zawodnik AS Pontoise-Cergy)
- 2014 – zwycięstwo w Lidze Mistrzów (jako zawodnik AS Pontoise-Cergy)

#### Krajowe
- 2018 – mistrzostwo Niemiec (jako zawodnik Borussii Düsseldorf)
- 2018 – zwycięstwo w Pucharze Niemiec (jako zawodnik Borussii Düsseldorf)
- 2017 – mistrzostwo Niemiec (jako zawodnik Borussii Düsseldorf)
- 2017 – zwycięstwo w Pucharze Niemiec (jako zawodnik Borussii Düsseldorf)
- 2016 – mistrzostwo Francji (jako zawodnik AS Pontoise-Cergy)
- 2015 – mistrzostwo Francji (jako zawodnik AS Pontoise-Cergy)